# Franz Palme (Mediziner)
Franz Palme (* 23. Juni 1907 in Rumburg; † 23. März 1960 in Leipzig) war ein deutscher Luftfahrtmediziner und Hochschullehrer.

## Leben
Palme, Sohn eines Lehrers, beendete seine Schullaufbahn 1926 mit dem Abitur in Rumburg. Danach absolvierte Palme ein Studium der Medizin an der deutschen Karl-Ferdinands-Universität in Prag und promovierte 1932 zum Dr. med. Anschließend war Palme an der 2. Medizinischen Klinik in Prag beschäftigt und war 1935/36 Stipendiat des W. G. Kerckhoff Instituts für Kreislaufforschung in Bad Nauheim, wo er auch nach Ende des Stipendiums bis 1939 weiterforschte. Diese Tätigkeit musste Palme zwischenzeitlich unterbrechen für den Militärdienst bei der tschechoslowakischen Armee.
Ab 1939 war Palme beim Wehrphysiologischen Institut in Berlin beschäftigt und wechselte ein Jahr später ans Luftfahrtmedizinische Forschungsinstitut des Reichsluftfahrtministeriums. Palme nahm an der Tagung über „Ärztliche Fragen bei Seenot und Winternot“ am 26. und 27. Oktober 1942 in Nürnberg teil, wo auch über die „Unterkühlungsversuche“ im KZ Dachau referiert wurde. Palme forschte zur Höhenkrankheit und „untersuchte die Auswirkungen unterschiedlicher Sauerstoffzufuhr auf die Gehirnströme des Menschen“. Palme habilitierte sich 1943 mit der Schrift Zur Funktion der branchiogenen Reflexzonen für Chemo- und Pressoreception für Physiologie und Luftfahrtmedizin an der Universität Berlin. Ab 1944 war er Dozent an der Berliner Universität. Palem gehörte der NSV und der DAF an.
Nach Ende des Zweiten Weltkrieges geriet Palme in amerikanische Internierung und wurde vernommen. Danach war er kurzzeitig wieder am W. G. Kerckhoff Institut für Kreislaufforschung tätig. Ab 1947 lehrte Palme experimentelle Pathologie an der Universität Halle und wurde dort 1951 zum ordentlichen Professor ernannt. Palme starb nach einer längeren Erkrankung in einem Leipziger Krankenhaus.